# Silicon Valley Classic 2019
Silicon Valley Classic 2019 (також відомий під назвою Mubadala Silicon Valley Classic за назвою спонсора) — професійний тенісний турнір, що проходив на кортах з твердим покриттям у Сан-Хосе (США). Належав до категорії Premier в рамках Туру WTA 2019. Відбувсь усороквосьме і тривав з 29 липня до 4 серпня 2019 року. It was the first women's event on the Відкритий чемпіонат США з тенісу 2019 Series.

## Очки і призові

### Розподіл очок
| Дисципліна              | П   | Ф   | ПФ  | ЧФ  | 1/8 | 1/16 | Q   | Q2  | Q1  |
| Жінки, одиночний розряд | 470 | 305 | 185 | 100 | 55  | 1    | 25  | 13  | 1   |
| Жінки, парний розряд    | 470 | 305 | 185 | 100 | 1   | Н/Д  | Н/Д | Н/Д | Н/Д |

### Розподіл призових грошей
| Дисципліна              | П        | F       | ПФ      | ЧФ      | 1/8     | 1/16   | Q2     | Q1     |
| Жінки, одиночний розряд | $128,100 | $68,280 | $37,330 | $21,330 | $10,670 | $6,990 | $3,225 | $1,810 |
| Жінки, парний розряд    | $40,300  | $21,330 | $11,735 | $5,975  | $3,240  | Н/Д    | Н/Д    | Н/Д    |

## Учасниці основної сітки в одиночному розряді

### Сіяні учасниці
| Країна   | Гравчиня             | Рейтинг1 | Сіяна |
| -------- | -------------------- | -------- | ----- |
| Україна  | Еліна Світоліна      | 7        | 1     |
| Білорусь | Арина Соболенко      | 10       | 2     |
| Бельгія  | Елісе Мертенс        | 20       | 3     |
| США      | Аманда Анісімова     | 23       | 4     |
| Хорватія | Донна Векич          | 26       | 5     |
| Іспанія  | Карла Суарес Наварро | 29       | 6     |
| Греція   | Марія Саккарі        | 30       | 7     |
| США      | Деніелл Коллінз      | 33       | 8     |

- Рейтинг подано станом на 22 липня 2019.

### Інші учасниці
Нижче наведено учасниць, які отримали вайлдкард на участь в основній сітці:
- Дарія Касаткіна
- Бетані Маттек-Сендс
- Коко Вандевей
- Вінус Вільямс

Нижче наведено гравчинь, які пробились в основну сітку через стадію кваліфікації:
- Крісті Ан
- Тімеа Бабош
- Майо Хібі
- Армоні Тан

### Відмовились від участі
- Петра Мартич → її замінила  Місакі Дой
- Гарбінє Мугуруса → її замінила  Марія Бузкова
- Олена Остапенко → її замінила  Гезер Вотсон
- Ван Цян → її замінила  Медісон Бренгл

## Учасниці основної сітки в парному розряді

### Сіяні пари
| Країна  | Гравчиня           | Країна  | Гравчиня          | Рейтинг1 | Сіяна |
| ------- | ------------------ | ------- | ----------------- | -------- | ----- |
| США     | Ніколь Мелічар     | Чехія   | Квета Пешке       | 37       | 1     |
| США     | Дезіре Кравчик     | Польща  | Алісія Росольська | 78       | 2     |
| Україна | Людмила Кіченок    | Україна | Надія Кіченок     | 81       | 3     |
| Румунія | Міхаела Бузернеску | КНР     | Ч Шуай            | 90       | 4     |

- 1 Рейтинг подано станом на 22 липня 2019.

## Фінальна частина

### Одиночний розряд
- Чжен Сайсай —  Арина Соболенко, 6−3, 7−6(7−3)

### Парний розряд
- Ніколь Мелічар /  Квета Пешке —  Аояма Сюко /  Ена Сібахара, 6−4, 6−4